# Вариант Ульвестада
Вариант Ульвестада — система, возникающая в Защите двух коней после ходов: 
1. e2-e4 e7-e5 
2. Kg1-f3 Kb8-c6 
3. Cf1-c4 Kg8-f6 
4. Kf3-g5 d7-d5 
5. e4:d5 b7-b5!?

## История
Дебют назван по имени американского шахматиста норвежского происхождения Олафа Ульвестада (1912—2000), опубликовавшего анализ данного варианта в американском шахматном журнале «Chess Review» в 1941 г. В настоящее время вариант Ульвестада иногда встречается в партиях Магнуса Карлсена.

## Идеи дебюта
Ходом b7-b5 чёрные стремятся отвлечь белого слона от защиты пешки d5 путём Cc4:b5, что позволяет им выиграть темп и ввести в игру ферзя ходом Фd8:d5 с попыткой перехватить инициативу. Так, после 6. Cc4:b5 Фd8:d5 7. Cb5:c6 Фd5:c6 чёрные получают более удачную позицию, поэтому современная теория считает предпочтительным ход 6. Cc4-f1.

## Варианты
- 6. Cc4:b5 Фd8:d5 7. Cb5:c6 Фd5:c6 8. 0-0 Cc8-b7 9. Фd1-f3 e5-e4 10. Фf3-b3 0-0-0! 11. Фh3+ Крb8 12. Кxf7! Лd5! 13. d4! (или d3!) ed 14. Кxh8 Лh5 15. Фf3 Сd6 16. Фxc6 Сxh2+ — чёрным гарантирован вечный шах.
- 6. Сс4-f1!
  - 6. …Kf6:d5 7. Cf1:b5 Cc8-b7 8. d2-d4 e5:d4 9. 0-0 Cf8-e7 10. Фh5 g6 11. Фh6 — с перевесом у белых.
  - 6. …Kc6-d4 7. c2-c3 — с преимуществом у белых.
  - 6. …Фd8:d5 7. Кb1-c3 — с преимуществом у белых.
  - 6. …h7-h6?
    - 7. Кg5:f7 Крe8:f7 8. d5:c6 Фd8-d5 9. Фd1-f3 с явным преимуществом у белых.
    - 7. Kg5-e6? f7:e6 8. d5:c6 Cf8-c5 9. d2-d3? (сильнее 9. Сxb5 Сxf2+ 10. Крxf2 Фd4+ 11. Крe1 Фh4+ 12. Крe2 Фg4+ или 9. Сd3 O-O 10. O-O Фd4 11. Сe2 Кe4 12. c3 Фxf2+ 13. Лxf2 Кxf2 14. Фc2 Кh3+ 15. Крh1 Лf1+ 16. Сxf1 Кf2+ 17. Крg1 Кh3+ с вечным шахом в обоих случаях) 0-0 10. Cc1-e3 Cc5:e3 11. f2:e3 Фd8-d6 12. Kb1-d2 Фd8:c6?! (принципиальнее 12. …Kd5! 13. Фe2 Кb4! 14. Кe4 Фxc6 15. c3 Кd5 16. h4 Сb7 17. g4 Лf7 с некоторым перевесом у чёрных) 13. e3-e4? (уравнивало 13. Сe2 Кd5 14. Сf3) Фc6-c5 14. Kd2-b3 Фc5-b6 — c преимуществом у чёрных[1].
- 6. Cc4-e2 Kc6-d4 — с перестановкой ходов ведёт к варианту Фрица.

## Примерная партия
Брэгг — Ульвестад, 1958
1. e2-e4 e7-e5 2. Kg1-f3 Kb8-c6 3. Cf1-c4 Kg8-f6 4. Kf3-g5 d7-d5 5. e4:d5 b7-b5!? 6. Cc4:b5 Фd8:d5 7. Cb5:c6+ Фd5:c6 8. 0-0 Cc8-b7 9. Фd1-f3 e5-e4 10. ФF3-c3 Cf8-c5 11. d2-d4 e4:d3 12. Лf1-e1+ Kpe8-f8 13. Kg5-f3 Kf6-g4 14. Cc1-e3 Kg4:e3 15. f2:e3 Лa8-e8 16. Фc3:d3 h7-h5 17. Kb1-d2 Лh8-h6 18. Kd2-c4 Лh6-g6 19. Ле1-f1 Cb7-a6 20. Kpg1-h1 Лe8:e3 21. Фd3:e3 Cc5:e3 22. Kc4:e3 Ca6:f1 23. Лa1:f1 Фс6-e4 0-1